# Songbun
Songbun (Hangul: 성분; McCune-Reischauer: sŏngpun), formalmente chulsin-songbun (Hangul: 출신성분; McCune-Reischauer: ch'ulsin sŏngpun, del chino-coreano 出身, "origen" y 成分, "integrante") es un sistema de castas utilizado en Corea del Norte para clasificar a sus ciudadanos. Este sistema se basa en el contexto político, social y económico de los antepasados directos, así como en el comportamiento de los parientes, siendo utilizado para determinar si una persona puede ser confiable, dándole oportunidades dentro de Corea del Norte o incluso para recibir alimentación adecuada. Songbun afecta el acceso a las oportunidades educativas y de empleo y, en particular, si una persona es elegible para participar del partido del gobierno de Corea del Norte.

## Historia
El Politburó del Partido de los trabajadores de Corea del Norte aprobó un decreto en 1957, que estableció la política y los programas para la realización de su primera gran escala de purgas en la sociedad norcoreana. El 30 de mayo, la "Resolución y Proyecto de Orientación Intensiva" del partido proporcionó la base para la clasificación sociopolítica de toda la población de Corea del Norte, dividiéndola en tres grupos de fidelización distintos con base en antecedentes familiares: "amigable" , "neutro", y "hostil".[cita requerida]

## Descripción
Según varias fuentes occidentales, las autoridades han dividido a la población del país en un sistema de castas (Songbun) según su lealtad al sistema de Corea del Norte en tres grupos distintos y alrededor de 50 sub-clasificaciones:

### Clasificación Principal
- Los "leales": Lo forman los descendientes de los que combatieron contra la Ocupación japonesa y los familiares de los soldados fallecidos en la Guerra de Corea, así como los pequeños campesinos y los trabajadores. Los miembros de este grupo tienen derecho a residir en la capital y preferencias en el acceso a viviendas, alimentos, tratamiento médico y empleos.
- Los "vacilantes"': A este grupo pertenecen los familiares de artesanos, pequeños comerciantes, repatriados desde China e intelectuales. Están empleados como técnicos de baja formación y viven estrechamente vigilados.
- Los "hostiles": Esta casta incluye a los descendientes y familiares de los que colaboraron con Japón durante la ocupación y de los enemigos del gobierno, así como los familiares de personas huidas al Sur, de empresarios, de personalidades religiosas y de aristócratas. A este grupo se le somete a los trabajos más peligrosos y duros en las regiones más remotas, reciben sus raciones de alimentos, sufren trabas a menudo a la hora de entrar en la escuela o de casarse y están sometidos a continua vigilancia.[8][9][6] Dentro de la clase hostil de la sociedad se encuentran las pitonisas, las mudang, o chamanes espirituales y las Kisaeng, o animadoras femeninas que, aunque no siempre son prostituídas, pueden ser utilizadas para proveer servicios sexuales a ciertos clientes.[6]

### Resumen histórico
En 1958, según Kim Il-sung, en su discurso, la "clase leal" constituía el 25% de la población norcoreana, la "clase neutra" o "vacilante" del 55%, y la "clase hostil" 20%. Cualquiera que el tío, padre o abuelo era dueño de inmuebles, o era comerciante, abogado o ministro cristiano le fue dado el estatus más bajo.
La clasificación más elevada es concedida a los descendientes de aquellos que participaron en la resistencia contra la ocupación japonesa durante y antes de la Segunda Guerra Mundial ya los que eran trabajadores, obreros en fábrica o campesinos a partir de 1950. BR Myers, profesor de estudios internacionales de la Universidad Dongseo en Busán, Corea del Sur, resume la clase principal como consistente de "cuadros del alto rango del partido y sus familias". La clase vacilante es reservada para la media de los norcoreanos, mientras que la clase "hostil" está compuesta de posibles elementos subversivos (por ejemplo, expropietarios de tierras).
Los archivos son mantenidos por oficiales de seguridad y cuadros del partido de cada norcoreano. En general, es difícil mejorar la clasificación dentro del Songbun, pero uno puede ser descalificado por una serie de razones, que van desde la falta de entusiasmo político, por casarse con alguien de clasificación inferior, por ser condenado, o tener un miembro de la familia familia condenada por un crimen político. Antes de la década de 1960, era posible ocultar que un pariente tenía una clasificación considerada "hostil", sin embargo, la ascendencia de todos los ciudadanos fue cuidadosamente verificada con el censo de 1966. Estas nuevas investigaciones se iniciaron como una respuesta a la Revolución Cultural en China, que comenzó en 1966, con temor de que Pekín también fuera a interferir en el país, sea con una invasión o patrocinando un Golpe de Estado (anteriormente soldados chinos habían sido enviados en incursiones " provocativas "en Corea). Estas investigaciones se repitieron varias veces en los años siguientes, por razones que varían, como la de sospechosas de corrupción en controles anteriores.
La periodista estadounidense Barbara Demick describe esta "estructura de clases", como una actualización del "sistema de castas" hereditario, combinado con el Confucianismo y el Estalinismo. En ella se afirma que una mala clasificación es una "sangre contaminada", y que por ley esta "contaminación" tiene una duración de tres generaciones. Sin embargo, afirma que los norcoreanos no son informados de su clasificación, y que los niños crecen sin saber sobre su situación familiar.
El gobierno de Corea del Norte, por el contrario, proclama que todos los ciudadanos son iguales y niega cualquier discriminación basada en el origen familiar.

## Importancia
Desde el colapso del Bloque del Este a finales de la década de 1980 hasta principios de la década de 1990, la importancia del songbun ha disminuido. Antes del colapso, la Economía de Corea del Norte estaba fuertemente subsidiada por el bloque. A través de estos fondos, el gobierno pudo proporcionar todos los bienes materiales, por lo que los ingresos solo se podían obtener trabajando en la industria o la burocracia. Como resultado, la capacidad de obtener bienes del sistema de distribución, dónde uno podría vivir, qué carrera se persiguió o cuánto se podía avanzar en la sociedad dependía únicamente de su canción, lo que la convertía en el "factor más importante que determinaba". la vida de un norcoreano ". Antes del colapso del sistema centralizado, que provocó hambruna, el gobierno tenía "un control casi total de la vida de un individuo"; ergo, la única manera de aumentar el estado o la opulencia de uno era avanzar a través de la burocracia.
Durante la Hambruna en Corea del Norte de 1994 a 1998, cuando murieron hasta 2,5 millones, el sistema songbun "a menudo determinaba quién comía y quién se moría de hambre", según Brian Hook.
A medida que el sistema centralizado colapsaba, la importancia del songbun disminuía. Para sobrevivir, el capitalismo fue "redescubierto", y el norcoreano promedio ahora deriva la mayor parte de sus ingresos a través de la empresa privada. Cuando estos mercados privados comenzaron, en cambio, era más ventajoso formar parte de la clase hostil, porque no dependían tanto del gobierno como los que tenían una mejor canción. El servicio militar ha disminuido en popularidad; anteriormente, después de siete a diez años de servicio, un hombre de Corea del Norte podía esperar convertirse en un burócrata de bajo nivel, pero hoy en día es más rentable involucrarse en la empresa privada. El Songbun sigue siendo importante para los miembros de la elite del gobierno, pero para la mayoría de los norcoreanos, la riqueza se ha vuelto más importante que la canción al definir el lugar de uno en la sociedad.
Un ejemplo destacado de songbun involucra a Ko Young-hee la madre del actual líder Kim Jong-un. Ko nació en Osaka, Japón, lo que la haría parte de la clase hostil debido a su herencia coreano-japonesa; además, su abuelo trabajó en una fábrica de costura para el ejército japonés imperial. Antes de que se lanzara una película de propaganda interna, después de la ascensión de Kim Jong-un, hubo tres intentos de idolatrar a Ko, en un estilo similar al asociado con Kang Pan-sok, madre de Kim Il-sung y Kim Jong-suk, madre de Kim Jong-il y la primera esposa de Kim Il-sung. Estos intentos anteriores de idolatría habían fracasado, y fueron detenidos después de la apoplejía de 2008 de Kim Jong-il. La construcción de un culto a la personalidad alrededor de Ko encuentra el problema de su mala canción, ya que hacer pública su identidad minaría la línea de sangre pura de la dinastía Kim. El nombre real de Ko u otros detalles personales no se han revelado públicamente (sus orígenes podrían ser resueltos, ya que trabajó con Mansudae Art Troupe en Pionyang), por lo que se la conoce como "Madre de Corea" o "Gran Madre", y la película de propaganda más reciente llamó a su personaje principal "Lee Eun-mi". Las complicaciones del songbun de Ko fueron tales que después de la Muerte de Kim Jong-il, su información personal, incluido su nombre, se convirtió en secreto de estado. Mientras songbun generalmente pasa del padre, el fondo de Ko tiene las "cualidades de estado imaginables más bajas" para un norcoreano.

## Reacción de la ONU
Corea del Norte es responsable de cometer abusos “sistemáticos y atroces” de derechos humanos contra sus propios ciudadanos, denunció las Naciones Unidas (ONU) y advirtió al líder del gobierno, Kim Jong-un, que podría enfrentar un juicio en la Corte Internacional de Justicia de La Haya.
La Comisión de Investigaciones del organismo internacional, creada especialmente para analizar violaciones de derechos humanos en el país asiático, presentó en Ginebra un informe que da cuenta de “atrocidades indescriptibles y sistemáticas” como la esclavitud, tortura, violencia sexual y persecución. El trabajo, de más de 400 páginas, incluyó el relato de una mujer obligada a ahogar a su propio bebé, niños encarcelados y obligados a pasar hambre desde el nacimiento, además de familias torturadas por ver un programa de televisión extranjero. Concluyó que hay entre 80.000 y 120.000 prisioneros políticos en cuatro grandes campos, donde “son privados de alimentos y sometidos a trabajos forzosos.